# Drosera banksii
Drosera banksii este o specie de plante carnivore din genul Drosera, familia Droseraceae, ordinul Caryophyllales, descrisă de Robert Brown și Dc..
Este endemică în:
- Northern Territory.
- Irian Jaya.
- Papua New Guinea.
- Coral Sea Is. Territory.
- Queensland.

Conform Catalogue of Life specia Drosera banksii nu are subspecii cunoscute.

## Galerie

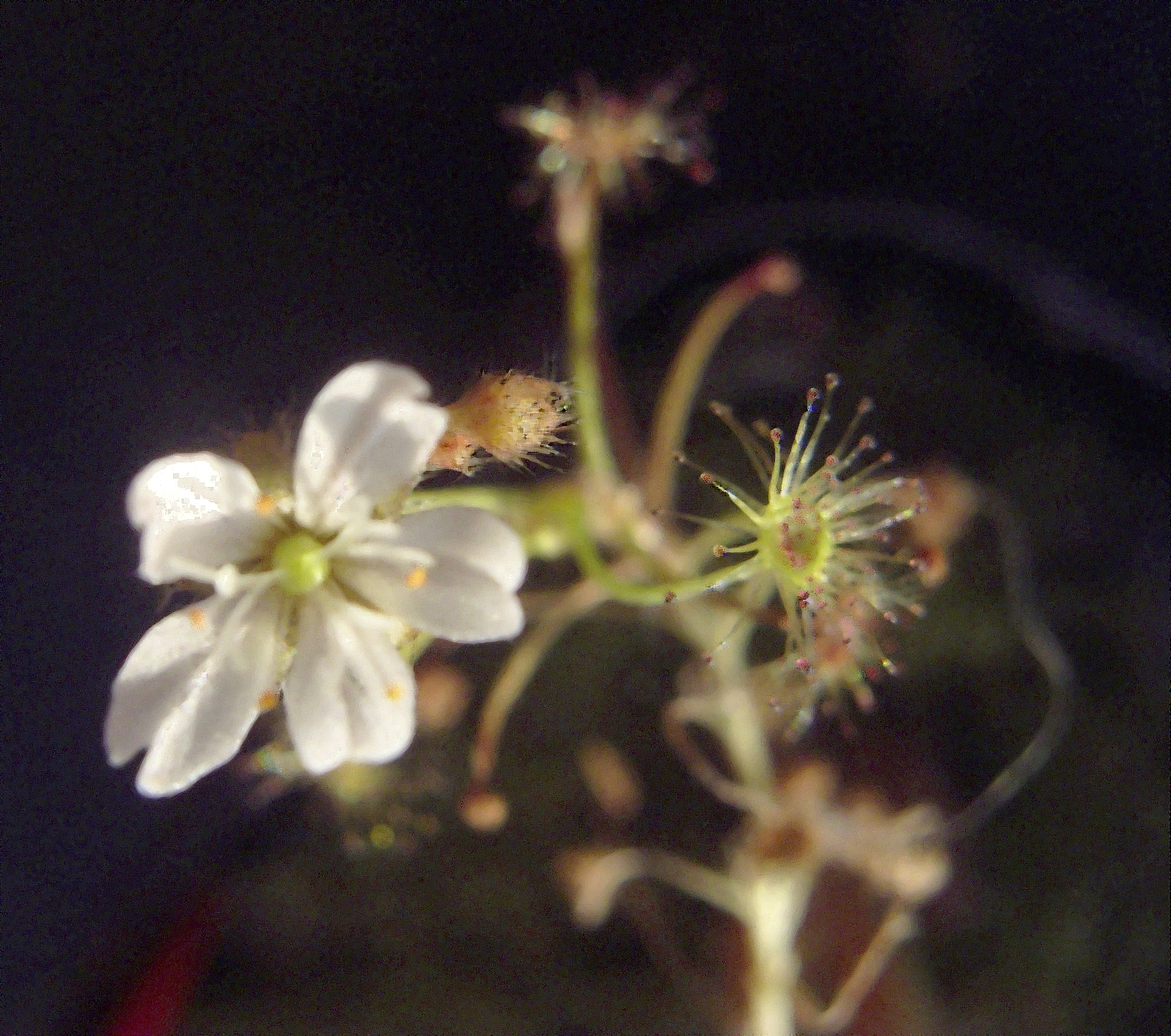
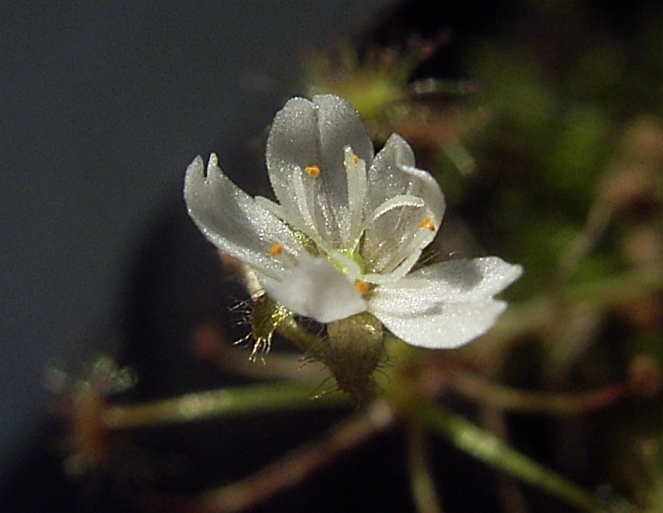
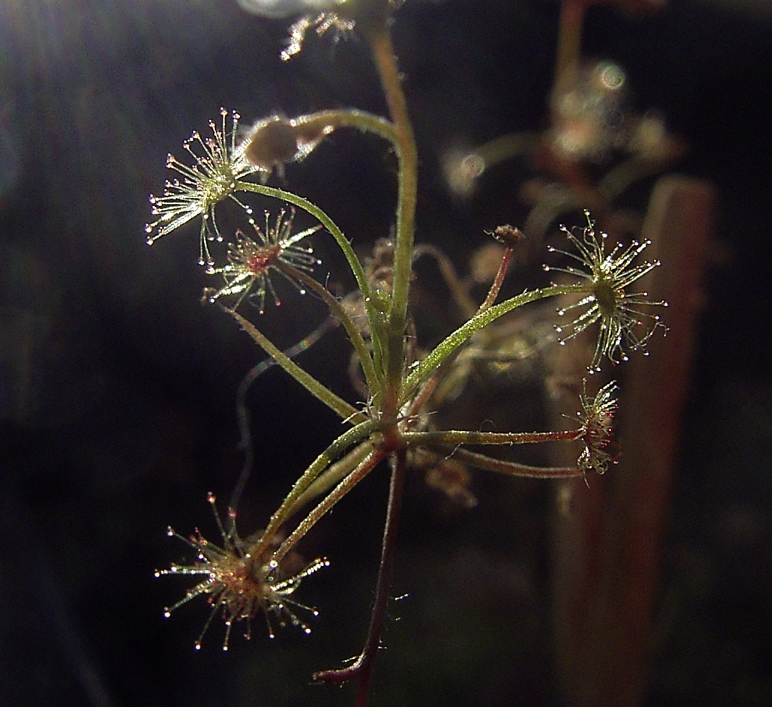
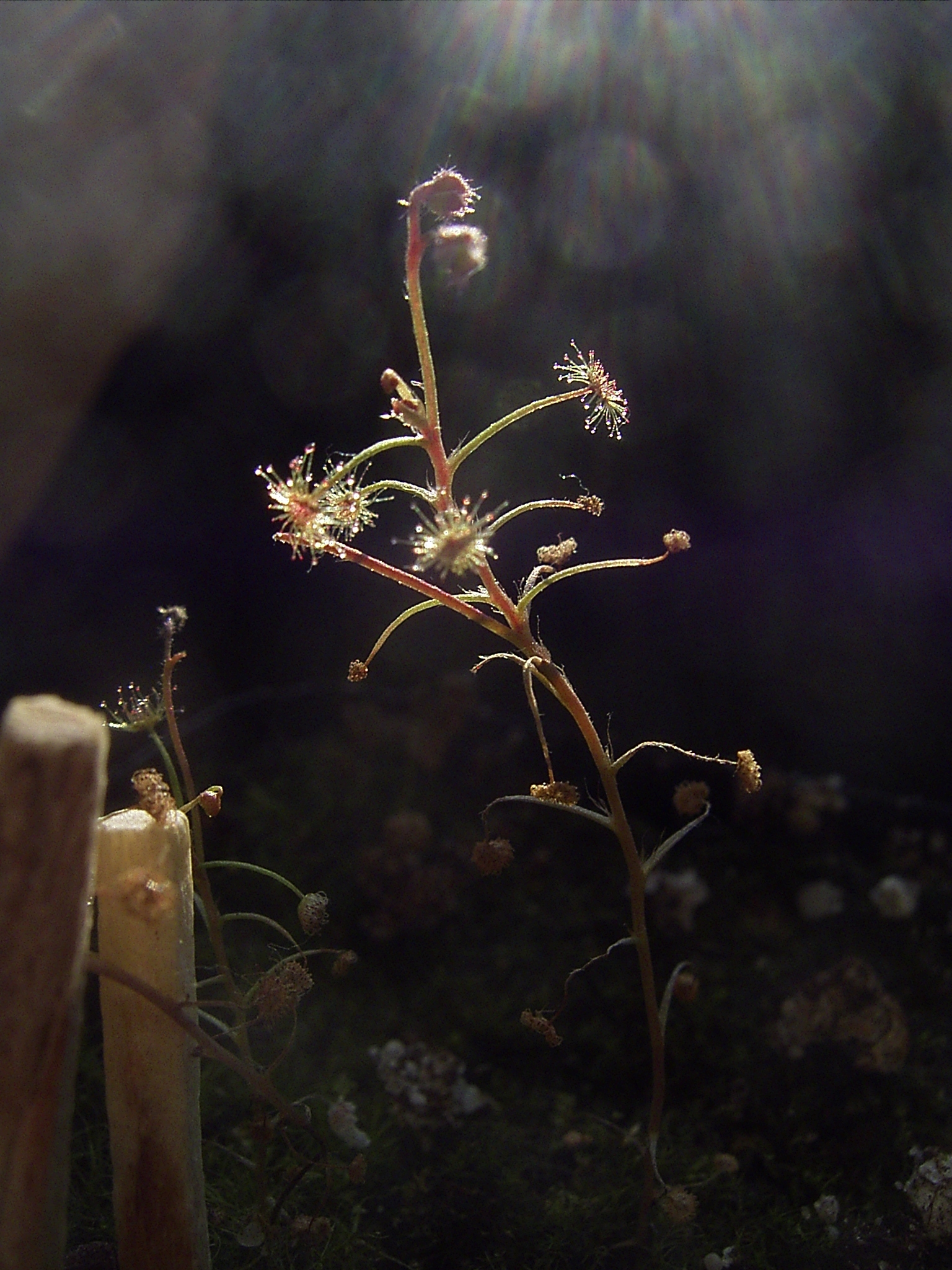
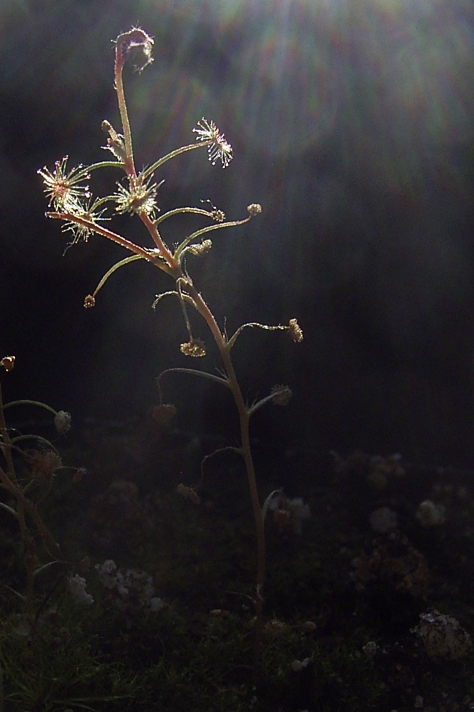